# Alice no País do Quantum
Alice no País do Quantum, é um livro escrito pelo físico de partículas Robert Gilmore, caracteriza-se como uma alegoria da mecânica quântica contada através das aventuras de explorações de Alice do mundo da física moderna, retratado com personagens excêntricos similares àqueles do Alice no País das Maravilhas, explicando as leis quânticas, muitas vezes fora do senso comum, de uma maneira simples e intuitiva .